# Sector3 Studios
Sector3 Studios (основана как SimBin Studios) — частная компания, занимающаяся разработкой и изданием компьютерных игр.
Главный производственный офис находится в городе Гётеборг, лен Вестра-Гёталанд. Штаб-квартира размещается в коммуне Вара.

## История разработки
Основана в июне 2003 года Хенриком и Юханом Роосом, а также Яном Беллом как SimBin Studios. Первой игрой стал симулятор GTR — FIA GT Racing Game, выпущенный в 2005 году.
В 2014 года сменила название на Sector3 Studios.
Компания специализируется на производстве игр в жанре реалистичного автомобильного симулятора. В качестве движка во всех проектах студии используется ISImotor разработки Image Space Incorporated.

## Выпущенные игры

Предыдущий логотип компании.

### Как разработчик
- 2005 — GTR — FIA GT Racing Game (Windows)
- 2005 — GT Legends (Windows)
- 2006 — GTR 2 — FIA GT Racing Game (Windows)
- 2006 — RACE — The Official WTCC Game (Windows)
  - 2007 — дополнение RACE: Caterham Expansion
- 2007 — RACE 07 — The Official WTCC Game (Windows)
  - 2008 — дополнение GTR Evolution
  - 2008 — дополнение STCC — The Game
  - 2009 — дополнение RACE On
- 2009 — Race Pro (Xbox 360)
- 2009 — Volvo: The Game (Windows)
- 2010 — RaceRoom (Windows)
- 2011 — Real-Time Racing (Windows)
- 2011 — RaceRoom: The Game 2 (Windows)
- 2011 — RACE Injection (Windows)
- 2012 — RaceRoom Racing Experience (Windows)
- В разработке — GTR3

### Как издатель
- 2011 — Storm: Frontline Nation (разработчик: Colossai Studios) (Windows)